# Leptychaster arcticus
Leptychaster arcticus is een kamster uit de familie Astropectinidae.
De wetenschappelijke naam van de soort werd in 1851 gepubliceerd door Michael Sars.